# Challapata
Challapata est la capitale de la province d'Eduardo Avaroa, dans le Département d'Oruro, en Bolivie.

## Démographie
Selon le recensement de 2001, sa population est de 7 684 habitants.